# Phoebe Ruguru
Phoebe Ruguru (sinh năm 1997)  là nhà sản xuất phim người Kenya được biết đến với việc sản xuất bộ phim 18 Hours  đã giành giải Phim tổng thể hay nhất ở châu Phi, tại AMVCA 2018. Thể loại này chưa bao giờ thấy một bộ phim Kenya được đề cử, và vì vậy, đánh dấu lịch sử là bộ phim Kenya đầu tiên được đề cử và giành chiến thắng trong lịch sử của giải thưởng.

## Cuộc sống ban đầu
Phoebe Ruguru sinh ra ở Kenya và sống cùng bố mẹ tại Nakuru trước khi chuyển đến Limuru cùng mẹ khi bố mẹ ly hôn. Phoebe học trường mẫu giáo tại một ngôi trường nhỏ tên là Hướng Dương và sau đó đến Học viện Gramabe ở Kabuku, Limuru. Cô chuyển đến trường nội trú nữ St. Peter ở Elburgon, Molo, vào năm thứ tư sau đó đến Học viện Brook Hill trước khi chuyển đến Anh 11 tuổi.
Trong A-Levels, Phoebe học tại Trường King (Nhà thờ lớn), Peterborough, Vương quốc Anh  và gia nhập SOAS, Đại học London để học BA Quan hệ quốc tế và Nhân chủng học (Bằng cấp kết hợp). Cô đã bị cuốn hút vào khóa học cấp bằng trong nỗ lực phát triển sự hiểu biết về các nền văn hóa và khái niệm khác nhau mà cô bị thu hút, như sự bình đẳng thông qua trao quyền cho phụ nữ, giáo dục, phim ảnh và phát triển. Phoebe tốt nghiệp vào tháng 7 năm 2018.

## Sự nghiệp làm phim
Khi còn là một thành viên trẻ tuổi, sự đột phá của cô đã xuất hiện khi cô trở thành người Kenya đầu tiên giành được giải thưởng quốc tế vào năm 2014 tại Cuộc thi nô lệ ngày hiện đại Unchosen được tổ chức tại London. Bộ phim 'Saidia' của cô đã giành chiến thắng ở hạng mục 'Nhà làm phim trẻ hay nhất'. Bộ phim ngắn Saidia xoay quanh một trường hợp nghiên cứu về nạn buôn người. Điều thú vị hơn nữa là bộ phim kinh phí thấp đã đạt giải thưởng này được quay hoàn toàn bởi một chiếc iphone 4s.

## Thành tựu quan hệ quốc tế
Vào tháng 10 năm 2015, khi chỉ mới 18 tuổi, Phoebe đã được vinh danh là diễn giả khách mời tại Nhà của các vị lãnh chúa để có bài phát biểu về Lãnh đạo nữ trong lễ kỷ niệm Ngày Quốc tế Thiếu nữ.
- Người chiến thắng giải thưởng 'Thành tựu trẻ' tại Women4Africa Awards London, 2016.[7]
- Người chiến thắng 'Giải thưởng Thành tựu trẻ' tại Hội nghị Phụ nữ Châu Phi tại Geneva, 2015.[8]
- Một bộ sách được viết bởi Phoebe là một trong những chương khác trong một cuốn sách được xuất bản lặp lại trải nghiệm của cộng đồng người phụ nữ châu Phi ở châu Âu [9]